# Ilse Elsner
Ilse Elsner z domu Künzel (ur. 25 listopada 1910 w Berlinie, zm. 15 grudnia 1996 w Hamburgu) – niemiecka polityk, dziennikarka i ekonomistka, parlamentarzystka krajowa i europejska.

## Życiorys
Córka rzeźbiarza Paula Künzela. Po ukończeniu szkoły handlowej kształciła się w zakresie języków obcych i zdała maturę. Ukończyła studia ekonomiczne na Uniwersytecie Hamburskim, w 1936 obroniła doktorat. Do 1943 pracowała w sektorze prywatnym (m.in. jako sekretarka zarządu spółki paliwowej), następnie po wyjściu za mąż krótko zajmowała się domem. Od 1946 do 1950 kierowała działem ekonomicznym w „Hamburger Echo”, następnie do 1961 pracowała w redakcji „Die Welt” (m.in. kierując działem społecznym).
Wstąpiła do Socjaldemokratycznej Partii Niemiec. W latach 1961–1970 pozostawała deputowaną Bundestagu, równocześnie oddelegowana do Parlamentu Europejskiego. Następnie w ramach rządu krajowego Hamburga (kierowanego przez Herberta Weichmanna i Petera Schulza) odpowiadała za relacje z władzą federalną (1970–1972) i zdrowie (1973–1974).